# Marinestützpunkt
Ein Marinestützpunkt, auch Militärhafen oder Marinebasis, ist eine militärische Liegenschaft (Militärbasis) bzw. ein Hafen (Kriegshafen), in dem eine Marine oder Teile einer solchen beheimatet sind.

## Funktion
Marinestützpunkte sind spezielle Häfen, die als Stützpunkte und Ankerplätze für Kriegsschiffe dienen. Im Unterschied zu Handelshäfen sind sie militärisch abgeriegelte Gebiete und verfügen nicht über Plätze für den Warenaustausch wie Containerterminals oder große Lagerhäuser. Dagegen verfügen sie meist über Kasernengebäude, Werkstätten, Ausbildungseinrichtungen und Docks. Viele Marinestützpunkte sind zudem durch besondere Verteidigungsanlagen gesichert.
Für die Organisation des täglichen Betriebes sind die Marinestützpunktkommandos zuständig. Für Einsätze werden Schlepper und Ölauffangschiffe bereitgehalten.

## Geschichte
Die Athener bauten die Insel Chios 412 v. Chr. zu einem Handels- und Marinestützpunkt aus.
Auch andere am Mittelmeer ansässige Völker oder Stämme waren zeitweise eine Seemacht auf Teilen des Mittelmeeres.
Die Römische Marine verfügte in der Antike über spezielle Marinebasen in Ravenna, Neapel und Aquileia oder auf Korsika.
Als das Römische Reich größer wurde, betrachtete es die Punier nicht mehr als Handelspartner, sondern mehr als konkurrierende Seemacht. Es gab drei Punische Kriege (264 bis 146 v. Chr.) um die Seeherrschaft im westlichen Mittelmeer; sie endeten mit der Zerstörung Karthagos.
Im Mittelalter war die Republik Venedig mit 300 Kriegsschiffen die größte Seemacht. 
Mit der Entwicklung der schnellen Segelschiffe und der Entdeckung Amerikas 1492 begannen die meisten großen Seenationen mit dem Aufbau von Kriegsmarinen.